# Estnische Badmintonmeisterschaft 1982
Die Estnische Badmintonmeisterschaft 1982 fand im September 1982 in Tallinn statt. Es war die 18. Austragung der Titelkämpfe.

## Medaillengewinner
| Disziplin    | Gold                                            | Silber                                            | Bronze                                           |
| ------------ | ----------------------------------------------- | ------------------------------------------------- | ------------------------------------------------ |
| Herreneinzel | Tiit Vapper, Tallinn                            | Kalle Kaljurand, Tartu                            | Ain Matvere, Tartu                               |
| Dameneinzel  | Mare Reinberg, Tartu                            | Marina Rajevskaja, Tartu                          | Ann Avarlaid, Tartu raj                          |
| Herrendoppel | Peeter Munitsõn Henry Aljand, Tallinn           | Jüri Tarto Peeter Ärmpalu, Harju raj / Tallinn    | Kalle Kaljurand Toomas Ristlaan, Tartu / Tallinn |
| Damendoppel  | Marina Rajevskaja Mare Reinberg, Tartu          | Ann Avarlaid Anu Eek, Tartu raj / Tartu           | Riina Arulaane Katrin Vaakmann, Tallinn          |
| Mixed        | Kalle Kaljurand Ann Avarlaid, Tartu / Tartu raj | Peeter Ärmpalu Marina Rajevskaja, Tallinn / Tartu | Tiit Vapper Mare Reinberg, Tallinn / Tartu       |